# Rahakannansaari
Rahakannansaari är en ö i Finland. Den ligger i sjön Keitele och i kommunen Vesanto i den ekonomiska regionen  Inre Savolax ekonomiska region  och landskapet Norra Savolax, i den centrala delen av landet, 300 km norr om huvudstaden Helsingfors. Öns area är 3,1 hektar och dess största längd är 280 meter i sydöst-nordvästlig riktning.